# Isaac Clements
Isaac Clements (* 31. März 1837 bei Brookville, Franklin County, Indiana; † 31. Mai 1909 in Danville, Illinois) war ein US-amerikanischer Politiker. Zwischen 1873 und 1875 vertrat er den Bundesstaat Illinois im US-Repräsentantenhaus.

## Werdegang
Isaac Clements besuchte die öffentlichen Schulen seiner Heimat und danach bis 1859 die Indiana Asbury College, die spätere DePauw University in Greencastle. Dort studierte er auch Jura. Es ist nicht überliefert, ob er jemals als Jurist gearbeitet hat. Danach zog er nach Illinois. Für einige Zeit war Clements als Lehrer tätig. Während des Bürgerkrieges diente er als Offizier in einem Infanterieregiment aus Illinois, das zum Heer der Union gehörte. Im Jahr 1867 wurde er Registrar für Konkursfälle. Gleichzeitig schlug er als Mitglied der Republikanischen Partei eine politische Laufbahn ein.
Bei den Kongresswahlen des Jahres 1872 wurde Clements im damals neu eingerichteten 18. Wahlbezirk von Illinois in das US-Repräsentantenhaus in Washington, D.C. gewählt, wo er am 4. März 1873 sein neues Mandat antrat. Da er im Jahr 1874 nicht bestätigt wurde, konnte er bis zum 3. März 1875 nur eine Legislaturperiode im Kongress absolvieren. Im Jahr 1877 wurde Clements zu einem der Bundesbeauftragten für das Gefängniswesen ernannt. Zwischen 1890 und 1893 arbeitete er in Chicago für die Bundesrentenbehörde. Seit 1899 lebte er in Normal. Dort wurde er Leiter des Waisenheims für Soldatenkinder. Er starb am 31. Mai 1909 in Danville.